# Marin II
Pour les articles homonymes, voir Marin.
Marin II, né à Rome, est le 128e pape de l'Église catholique du 30 octobre 942 à mai 946.

## Biographie
Pape romain, on sait qu'il obéissait aveuglément à Albéric II de Spolète, lui laissant prendre toutes les décisions. On sait peu de choses de ce pape et de ses œuvres concernant le gouvernement spirituel de l'Église. Il poursuivit la réforme de la discipline monastique, accordant des privilèges en faveur des monastères comme ceux du Mont-Cassin et de Fulda. En ces années là, l'Italie septentrionale vivait une situation difficile à cause du gouvernement tyrannique du roi d'Italie Hugues d'Arles. Marin II mourut en mai 946 et fut enterré à la basilique Saint-Pierre, dans les grottes vaticanes.
Le nom de Marin a été confondu au Moyen Âge avec celui de Martin. Par conséquent, Marin Ier et Marin II ont été pendant longtemps listés à tort sous les noms de Martin II et Martin III. Cela explique que les listes de papes actuelles comprennent Martin Ier, Martin IV et Martin V, mais ni Martin II, ni Martin III.